# Concepción (Ocotepeque)
Pour les articles homonymes, voir Concepción.
Concepción est une municipalité du Honduras, située dans le département d'Ocotepeque. La municipalité comprend 4 villages et 44 hameaux. Elle est fondée en 1875.

## Source de la traduction
- (en) Cet article est partiellement ou en totalité issu de l’article de Wikipédia en anglais intitulé « Concepción, Ocotepeque » (voir la liste des auteurs).